# Progressione del record italiano degli 800 metri piani femminili

Gabriella Dorio, detentrice del record italiano degli 800 metri piani dal 1976.

La voce seguente illustra la progressione del record italiano degli 800 metri piani femminili di atletica leggera.
Il primo record italiano femminile su questa distanza venne ratificato il 20 aprile 1924. Fino al 1976 sono stati ratificati record misurati con cronometraggio manuale; dal 1976 è entrato in scena il cronometraggio elettronico.

## Progressione

Paola Pigni, detentrice del record italiano dal 1966 al 1971 e dal 1972 al 1976.

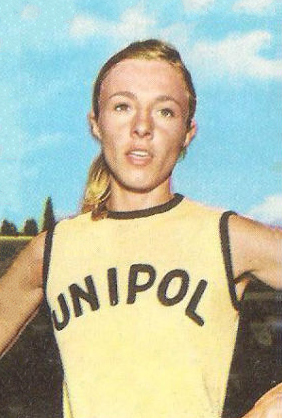
Donata Govoni, detentrice del record italiano dal 1971 al 1972.

| Tempo                      | Atleta                 | Società                                      | Luogo          | Data              | Note |
| -------------------------- | ---------------------- | -------------------------------------------- | -------------- | ----------------- | ---- |
| 2'45"0                     | Angelina Dassì         | Unione Sportiva Milanese                     | Milano         | 20 aprile 1924    |      |
| 2'40"4/5                   | Amelia Schenone        | Società Ginnastica Milanese Forza e Coraggio | Milano         | 27 settembre 1924 |      |
| 2'39"1/5                   | Emilia Pedrazzani      | Unione Sportiva Soresinese                   | Dalmine        | 26 settembre 1926 |      |
| 2'39"1/5                   | Amelia Schenone        | Società Ginnastica Milanese Forza e Coraggio | Milano         | 17 ottobre 1926   |      |
| 2'34"4/5                   | Emilia Pedrazzani      | Unione Sportiva Soresinese                   | Bra            | 21 agosto 1927    |      |
| 2'30"3/5                   | Emilia Pedrazzani      | Unione Sportiva Soresinese                   | Bologna        | 2 ottobre 1927    |      |
| 2'29"3/5                   | Giovanna Marchini      | ASSI Giglio Rosso                            | Milano         | 1º luglio 1928    |      |
| 2'28"4/5                   | Giovanna Marchini      | ASSI Giglio Rosso                            | Dalmine        | 15 luglio 1928    |      |
| 2'27"4/5                   | Giovanna Marchini      | Sempre Avanti Firenze                        | Bologna        | 12 maggio 1929    |      |
| 2'25"8                     | Leandrina Bulzacchi    | Unione Sportiva Soresinese                   | Królewska Huta | 9 agosto 1931     |      |
| 2'25"4                     | Leandrina Bulzacchi    | Venchi Unica Torino                          | Pisa           | 9 giugno 1935     |      |
| 2'25"2                     | Leandrina Bulzacchi    | Venchi Unica Torino                          | Milano         | 5 luglio 1936     |      |
| 2'25"0                     | Cleofe Balbo           | Venchi Unica Torino                          | Torino         | 9 ottobre 1938    |      |
| 2'25"0                     | Cleofe Balbo           | Venchi Unica Torino                          | Torino         | 17 settembre 1939 |      |
| 2'24"0                     | Livia Galimberti       | Singer Monza                                 | Firenze        | 21 luglio 1940    |      |
| 2'21"3                     | Brunilde Leone         | SIP Torino                                   | Milano         | 4 luglio 1943     |      |
| 2'21"1                     | Petronilla Tonani      | Sport Club Italia                            | Zlín           | 7 agosto 1949     |      |
| 2'19"6                     | Loredana Simonetti     | Associazione Sportiva Edera                  | Trieste        | 15 ottobre 1950   |      |
| 2'18"7                     | Loredana Simonetti     | Associazione Sportiva Edera                  | Roma           | 27 settembre 1953 |      |
| 2'16"5                     | Loredana Simonetti     | Associazione Sportiva Edera                  | Milano         | 18 luglio 1954    |      |
| 2'16"5                     | Loredana Simonetti     | Associazione Sportiva Edera                  | Berna          | 25 agosto 1954    |      |
| 2'16"2                     | Gilda Jannaccone       | Società Sportiva Napoli                      | Roma           | 8 giugno 1958     |      |
| 2'15"4                     | Gilda Jannaccone       | Società Sportiva Napoli                      | Milano         | 22 giugno 1958    |      |
| 2'15"4                     | Franca De Paoli        | SAF Bolzano                                  | Pisa           | 6 luglio 1958     |      |
| 2'15"2                     | Gilda Jannaccone       | Società Sportiva Napoli                      | Belluno        | 3 agosto 1958     |      |
| 2'14"9                     | Gilda Jannaccone       | Società Sportiva Napoli                      | Schweinfurt    | 28 settembre 1958 |      |
| 2'14"6                     | Gilda Jannaccone       | Libertas Ridolfi                             | Roma           | 13 settembre 1959 |      |
| 2'14"5                     | Gilda Jannaccone       | Libertas Ridolfi                             | Padova         | 2 giugno 1960     |      |
| 2'10"9                     | Gilda Jannaccone       | Libertas Ridolfi                             | Brighton       | 9 luglio 1960     |      |
| 2'10"0                     | Gilda Jannaccone       | Associazione Polisportiva Partenope          | Londra         | 7 luglio 1962     |      |
| 2'09"5                     | Gilda Jannaccone       | Associazione Polisportiva Partenope          | Aosta          | 19 agosto 1962    |      |
| 2'09"1                     | Gilda Jannaccone       | Associazione Polisportiva Partenope          | Milano         | 22 settembre 1963 |      |
| 2'08"9                     | Gilda Jannaccone       | Associazione Polisportiva Partenope          | Zagabria       | 20 settembre 1964 |      |
| 2'07"9                     | Paola Pigni            | Sport Club Italia                            | Varsavia       | 19 giugno 1966    |      |
| 2'07"2                     | Paola Pigni            | Sport Club Italia                            | Macerata       | 31 luglio 1966    |      |
| 2'05"1                     | Paola Pigni            | Sport Club Italia                            | Belgrado       | 3 giugno 1967     |      |
| 2'04"9                     | Paola Pigni            | Circolo Giuliano Dalmata                     | Lugano         | 2 giugno 1968     |      |
| 2'04"6                     | Paola Pigni            | Circolo Giuliano Dalmata                     | Bergamo        | 23 giugno 1968    |      |
| 2'03"9                     | Donata Govoni-Sandrini | Unipol Bologna                               | Smirne         | 16 ottobre 1971   |      |
| 2'03"5                     | Paola Pigni-Cacchi     | Snia Milano                                  | Viareggio      | 11 agosto 1972    |      |
| 2'02"5                     | Paola Pigni-Cacchi     | Snia Milano                                  | Roma           | 13 settembre 1972 |      |
| Cronometraggio elettronico |                        |                                              |                |                   |      |
| 2'01"98                    | Paola Pigni-Cacchi     | Snia Milano                                  | Varna          | 8 settembre 1975  |      |
| 2'01"63                    | Gabriella Dorio        | Fiamma Vicenza                               | Montréal       | 23 luglio 1976    |      |
| 2'01"3                     | Gabriella Dorio        | Fiamma Vicenza                               | Nizza          | 20 agosto 1978    | m    |
| 2'00"4                     | Gabriella Dorio        | Fiamma Vicenza                               | Praga          | 29 agosto 1978    | a    |
| 1'57"66                    | Gabriella Dorio        | Fiamma Vicenza                               | Pisa           | 5 luglio 1980     |      |